# Franz Conrad von Stadion

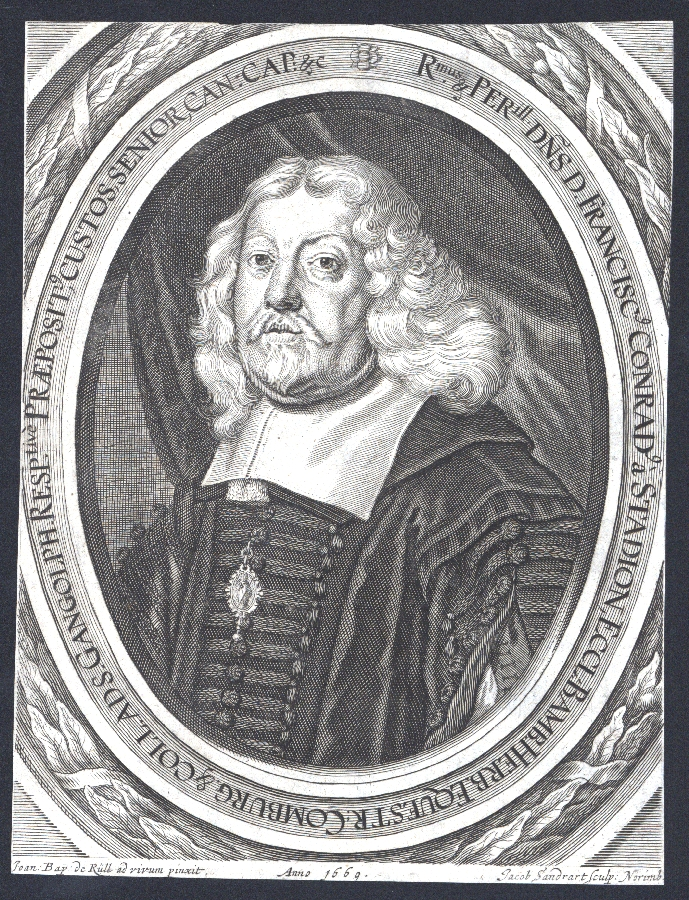
Franz Conrad von Stadion

Franz Conrad von Stadion (* 16. Juli 1615 in Ensisheim; † 1685) war Prälat sowie Dompropst in Bamberg und Würzburg.

## Leben

### Herkunft und Abstammung
Als Sohn der Eheleute Johann Christoph von Stadion und Margaretha von Sickingen geboren, entstammte Franz Conrad dem schwäbischen Uradelsgeschlecht von Stadion. Aus diesem sind zahlreiche wichtige Persönlichkeiten hervorgegangen.
Er war Großneffe und Patenonkel von Franz Konrad von Stadion und Thannhausen, (Fürstbischof von Lavant). Johann Caspar von Stadion  und Johann Theobald von Stadion waren seine Onkel.

### Werdegang und Wirken
Schon in frühen Jahren widmete sich Franz dem geistlichen Stand und wurde 1653 Domkustos in Würzburg und am 15. Februar 1653 Dompropst in Bamberg. Am 23. September 1675 zum Dompropst in Würzburg ernannt, feierte er sein Priester-Jubiläum. Er war auch Propst des Ritterstiftes Comburg und auch von St. Gangolf in Bamberg.  Als  Geheimer Rat des Erzstifts Mainz und des Hochstifts Würzburg nahm er 1663 als Reichstagsgesandter in Regensburg diplomatische Funktionen wahr.